# Devil-May-Care
Devil-May-Care é um filme musical pré-código americano de 1929 dirigido por Sidney Franklin com uma sequência Technicolor dos Albertina Rasch Dancers. O filme foi lançado pela Metro-Goldwyn-Mayer em 27 de dezembro de 1929 e foi a estreia no cinema falado de Ramon Novarro.
O filme é baseado na peça La Bataille de dames, ou un duel en amour, de Ernest Legouvé e Eugène Scribe, de 1851. É conhecido por uma variedade de outros nomes, incluindo Battle of the Ladies (título provisório do filme), Der Leutnant des Kaisers (Áustria), Der jüngste Leutnant (Alemanha), Il tenente di Napoleone (Itália) e O lohagos tis aftokratorikis frouras (Grécia).

## Elenco
- Ramon Novarro como Armand
- Dorothy Jordan como Leonie
- Marion Harris como Louise
- John Miljan como DeGrignon
- William Humphrey como Napoleão
- George Davis como Noivo
- Clifford Bruce como Gastão
- Lionel Belmore como Estalajadeiro (sem créditos)
- John Carroll como Bonapartista (sem créditos)
- George Chandler como Timid Royalist (sem créditos)
- Ann Dvorak como Chorine (sem créditos)
- Bob Kortman como Bonapartista (sem créditos)

## Enredo
Napoleão Bonaparte acaba de abdicar do trono da França e da Itália e foi banido para Elba, no processo de restaurar Luís XVIII ao trono. Na batalha entre os bonapartistas e os monarquistas, Louis ordenou a execução dos soldados leais de Napoleão, incluindo Armand de Treville. No entanto, Armand consegue escapar pouco antes de ser executado. Ele finalmente consegue se refugiar no sul da França no castelo de sua amiga, a condessa Louise, que, apesar de ser uma monarquista, é amiga de Armand antes de tudo. Ele deve ser incógnito trabalhando como um de seus servos. Embora Louise esteja apaixonada por Armand, ele, por sua vez, a vê mais como uma irmã. A caminho de Louise, Armand conhece outra monarquista, Leonie de Beaufort, por quem, em seu breve encontro, ele se apaixona. embora ela nem o reconhecesse se o visse novamente, apenas por causa de seu rosto estar escondido na escuridão durante o encontro. Desconhecido para Armand, Leonie e Louise são primas. Então, quando ele descobre o relacionamento entre Leonie e Louise quando Leonie vem visitar Louise, Armand quer tentar fazê-la se apaixonar por ele, enquanto ele se disfarça de servo, e ainda trabalha no objetivo de restaurar Napoleão ao poder. . Enquanto isso, a notícia da fuga perigosa de Armand de Treville está se espalhando pelo país, muitos monarquistas que iriam ou querem atirar para matá-lo à vista, incluindo Leonie. Então, quando ele descobre o relacionamento entre Leonie e Louise quando Leonie vem visitar Louise, Armand quer tentar fazê-la se apaixonar por ele, enquanto ele se disfarça de servo, e ainda trabalha no objetivo de restaurar Napoleão ao poder. . Enquanto isso, a notícia da fuga perigosa de Armand de Treville está se espalhando pelo país, muitos monarquistas que iriam ou querem atirar para matá-lo à vista, incluindo Leonie. Então, quando ele descobre o relacionamento entre Leonie e Louise quando Leonie vem visitar Louise, Armand quer tentar fazê-la se apaixonar por ele, enquanto ele se disfarça de servo, e ainda trabalha no objetivo de restaurar Napoleão ao poder. . Enquanto isso, a notícia da fuga perigosa de Armand de Treville está se espalhando pelo país, muitos monarquistas que iriam ou querem atirar para matá-lo à vista, incluindo Leonie.